# АКУД „Иво Лола Рибар” Београд
АКУД „Лола“ основано је 1944. године као Омладинско културно - уметничко друштво „Иво Лола Рибар“, одмах након ослобођења Београда. Друштво је добило име по Иви Лоли Рибару, популарном омладинском и студентском руководиоцу у предратном и ратном периоду, који је погинуо у 27-ој години, 1943. године на Гламоч Пољу, у данашњој Босни и Херцеговини. Лола је био бриљантан ученик и студент, врстан говорник, писмен момак из угледне београдске породице, а отац му је био председник Народне скупштине Краљевине Југославије.
У новијем периоду, Друштво је од омладинског у свом називу прерасло у академско, имајући у виду да су већина чланова будући или садашњи студенти. Друштво у јавности користи назив „Лола“, јер тај појам у нашем народу означава човека који воли да заигра, запева и засвира.
Коло српских сестара је по комунистичкој окупацији Београда укинуто, због великосрпског и буржоаског карактера, а њихова зграда, Дом Кола српских сестара у Ресавској улици, је додељен новооснованом КУД-у Лола.

## Истакнути чланови „Лоле“
Велики број врхунских уметника поникао је и прошао кроз секције “Лоле“.
Хор
- Бисерка Цвејић
- Богдан Бабић
- Душан Сковран
- Душан Максимовић Думакс
- Иво Дражинић
- Миа Матковић
- Мирослав Чангаловић
- Радмила Бакочевић
- Весна Шоуц
- Милован Панчић

Хор АКУД-а "Иво Лола Рибар" из Београда (1944) један је од најзначајних хорских ансамбала у Србији. Кроз седамдеседвогодишње постојање извео је више од 3200 концерата широм Европе (В. Британија, Шпанија,  Швајцарска, Француска, Немачка, Аустрија, Италија, Русија, Шведска, Грчка...) и света (САД, Канада, Кина, Монголија). Близу 9500 певача било је до сада у чланству хора, међу којима су неки од њих постали угледни чланови Опере са богатим међународним каријерама (Радмила Бакочевић, Мирослав Чангаловић, Бисерка Цвејић, Зоран Мојсиловић, Драго Старц ...).
Хором АКУД-а "Иво Лола Рибар" дириговали су врхунски уметници, који су то касније потврђивали у раду са професионалним ансамблима, а кроз историју то су били: Боривоје Симић, Борислав Пашћан, Душан Сковран, Милан Бајшански, Милоје Николић, Душан Максимовић- Думакс, Јован Шаиновић, Иво Дражинић, Весна Шоуц, Милован Панчић, Драгана Радаковић, Зорица Митев, Оливера Секулић- Барац, Милица Тишма.
Од 2010. године хором поново диригује Милован Панчић, диригент за чије је време хор имао највише успеха на домаћој и међународној сцени.
Хор је снимио неколико ЛП плоча и ЦД-ова у продукцији ПГП РТС-а.
Такође, хор "Лола" је у своју биографију убележио и концертна извођења капиталних дела као што су: 
IX Бетовенова Симфонија, Фореов Реквијем, Ратни реквијем - Б. Бритна, Кармина Бурана - Kарла Орфа, Моцартoв Реквијем, Бетовенова Миса у Це- дуру, као и оперете Слепи Миш-  Јохана Штрауса.
Данас хор на репертоару има сва значајнија дела српских, руских, бугарских, као и дела других европских и светских композитора. Такође, присутан је на свим значајним културним манифестацијама у Србији, почев од БЕМУС-а, Мокрањчењвих дана, Св. Симеоновских и Светосавских свечаних академија, ИХС-а у Нишу и другим важним државним обележавањима, негујући аутентични вокални израз и деликатни звук. Хор је освојио више од 300 различитих признања, од којих се посебно издвајају прве награде на међународним фестивалима у Прагу, Арецу, Каселу, Кардици, Превези, Ланголену, Лондону, Москви, Паризу, Братислави, Копенхагену,  Варни, Дебрецину, Неготину, Нишу, Приједору, Бијељини
Фолклор
- Олга Сковран
- Братислав Грбић
- Драгомир Вуковић Кљаца
- Владета Влаховић
- Велимир Аговски

Оркестар
- Жарко Милановић
- Душан Радетић
- Миодраг Раде Јашаревић
- Милутин Поповић Захар
- Божидар Боки Милошевић
- Бранимир Бане Ђокић
- Срећко Усановић
- Велимир Цветковић

Театар
- Зоран Радмиловић
- Мирјана Карановић
- Петар Краљ
- Јанез Врховец
- Радивоје Лола Ђукић
- Сека Сабљић
- Владимир Јевтовић
- Драгољуб Његру
- Ана Софреновић[3]